# IOS 15
iOS 15는 애플이 아이폰과 아이팟 터치 제품군을 위해 개발한 iOS 모바일 운영 체제의 15번째 주요 릴리스이다. 2021년 6월 7일, iOS 14의 후속버전으로 애플 세계 개발자 회의 (WWDC)에서 발표되었으며 2021년 9월 20일 대중에게 공개되었다.

## 역사

### 업데이트
iOS 15의 첫 번째 개발자 베타는 2021년 6월 7일, 첫 번째 공개 베타는 두 번째 개발자 베타 출시한지 6일인 2021년 6월 30일에 출시되었다. iOS 15는 2021년 9월 20일 정식 출시됐다.
| 버전   | 빌드        | 출시일           |
| ------ | ----------- | ---------------- |
| 15.0   | 19A341      | 2021년 9월 24일  |
| 15.0   | 19A346      | 2021년 9월 20일  |
| 15.0.1 | 19A348      | 2021년 10월 1일  |
| 15.0.2 | 19A404      | 2021년 10월 11일 |
| 15.1   | 19B74       | 2021년 10월 25일 |
| 15.2   | 19C56 19C57 | 2021년 12월 13일 |
| 15.2.1 | 19C63       | 2022년 1월 12일  |
| 15.3   | 19D50       | 2022년 1월 26일  |
| 15.3.1 | 19D52       | 2022년 2월 10일  |
| 15.4   | 19E241      | 2022년 3월 14일  |
| 15.4.1 | 19E258      | 2022년 3월 31일  |
| 15.5   | 19F77       | 2022년 5월 16일  |
| 15.6   | 19G5037d    | 2022년 7월 20일  |
| 15.6.1 | 19G82       | 2022년 8월 17일  |
| 15.7   | 19H12       | 2022년 9월 12일  |

범례:   지난 버전   현재 버전   베타

## 기능

### FaceTime
줌과 비슷한 기능들이 추가되었다. 링크로 화상통화에 참여할 수 있고 SharePlay로 화면 공유가 가능하다.

### 메시지
이미지, 음악, 팟캐스트, 애플 뉴스 기사 등과 같은 콘텐츠를 공유할 수 있다.

### 집중 모드 & 알림
알림 기능이 완전히 새로 디자인되었다. 자동으로 우선순위를 정해, 중요한 것만 추려내서 띄우는 알림 요약이 생겼고, 직장, 일상 등등 특정 상황을 위해 알림 우선순위를 사용자 마음대로 다양하게 커스터마이징할 수 있고, 커스터마이징 알림창을 다양하게 만들어 상황에 맞게 손쉽게 옮겨가도록 디자인했다. 연락처 사진과 더 커진 앱 아이콘 등 UI도 크게 바뀌었다. 또한 모드별로 홈화면을 다르게 만들 수 있다. 즉 iOS 14부터 지원하는 홈화면 특정페이지 숨기기 기능을 이용하여 새 페이지에 특정 모드를 위한 홈화면을 세팅하고 페이지를 숨긴 다음 집중 모드 설정에서 그 페이지를 홈화면으로 설정하면 되는 것이다.

### App Store
앱스토어 제품 페이지가 더욱 업데이트되었고 인공지능 기반의 개인 맞춤형 앱 추천 기능이 추가되었으며, 앱스토어의 매거진 속성, 커뮤니티 기능이 더 크게 강화되어, 애플리케이션이나 게임의 기간 이벤트들을 집중적으로 다루는 섹션이 추가되었다.

### Spotlight
소문이 무성했던 구글 검색 등과 경쟁하는 웹 검색 엔진으로서의 특성이 더욱 강화되었다. 위키백과를 통한 인물, 작품 등의 정보 검색 결과나 연락처 검색 결과 등의 인터페이스가 미려하게 개선되었다.
잠금화면과 알림센터에서도 쓸어올려 불러올 수 있도록 접근성이 강화되었다. 사진 검색 결과까지 그리드 뷰로 표시한다. 기존에는 텍스트 형식으로만 지원했다.

### 건강
만보기 기능이 크게 개선되었다. 만보기에 대한 정보를 더 정확한 정보를 수집할 수 있으며, 관련 데이터를 바탕으로 건강 정보를 세세하게 분석하여 사용자에게 전달할 수 있으며, 사용자가 원할 시 관련 데이터를 의사와 병원과 공유할 수 있다.

### 날씨
새로운 앱 아이콘과 함께 완전히 새로운 디자인으로 바뀌었고, 60종이 넘는 날씨 배경이 추가된다. 또한 인공지능 기반 날씨 지도가 추가되어 세세한 위치/시간 날씨를 확인할 수 있는데, 이는 2020년 애플이 인수하여 화제가 되었던 DarkSky의 기술을 응용한 것으로 보인다.

### 집중
집중을 통해 사용자는 작업, 절전, 방해 또는 사용자 정의 상태를 설정할 수 있다. 선택한 상태에 따라 사용자는 수신하려는 통지 유형과 응용 프로그램을 설정할 수 있다. 상태를 기준으로 홈에 표시할 페이지와 앱을 선택할 수도 있다. 상태는 사용자의 위치 또는 시간에 따라 자동으로 변경될 수 있다.
포커스는 또한 연락처와의 상호작용을 제어하므로 어떤 특정 연락처가 사용자를 "교란"시킬 수 있는지 결정할 수 있다.
일부 잠금 화면 설정은 상태를 기준으로 제어할 수 있다. 예를 들어 잠금 화면에서 알림을 표시하지 않도록 어둡게 하는 잠금 화면 기능은 상태를 기준으로 자동으로 켜거나 끌 수 있다.
포커스는 동일한 iCloud 계정의 서로 다른 iOS 및 macOS 장치 및 페어링된 시계 간에 자동으로 동기화된다.

### 제안된 위젯이 포함된 스마트 스택
iOS 15의 위젯은 상황에 따라 시스템이 위젯을 기존 스택에 추가하거나 제거할 수 있기 때문에 더 역동적이다. 예를 들어, 일정관리에서 특정 이벤트가 시작될 때쯤, 시스템은 일정관리 위젯이 아직 없는 경우 기존 스마트 스택에 추가한 후 이벤트가 끝날 때 위젯을 제거할 수 있다.

### 5G
iOS 15를 사용하면 다음을 포함하여 iOS 14보다 더 많은 앱과 시스템 기능을 5G 연결을 사용할 수 있다.
앱 다운로드시 iCloud에서 백업 및 iCloud로 복원, Apple TV+에서 더 높은 해상도 또한 5G 연결이 있는 장치는 보안되지 않거나 고정된 무선 네트워크에서 성능 문제가 발생할 때 자동으로 5G 연결로 다시 이동할 수 있다.

### 미모티콘
미모티콘은 새 옷, 두 가지 다른 사람 색, 새 안경, 새 스티커, 다양한 색상의 모습, 그리고 새로운 접근성 옵션을 포함하여 더 많은 맞춤 옵션을 가지고 있다.

### 지도
지도에는 다음과 같은 몇 가지 새로운 기능이 있다.
- 3D 모델링을 사용하여 주행 지도에 더 깊은 깊이가 추가되어 건물, 교량, 나무 등 주행 중인 도로를 지나거나 아래로 내려가는 도로와 마주쳤을 때 방향을 쉽게 해석할 수 있다.
- 새로운 색상 팔레트와 산, 사막, 숲의 디테일을 높인 3D 지구본
- 교통정보 증가, 방향전환, 자전거, 버스 및 택시전용차로, 중앙, 횡단보도
- 애플 A12이상 프로세서 탑재 기기 이상 증강현실 보행 방향
- 새롭게 디자인된 플레이스 카드
- 검색을 위한 필터링 개선
- 이제 지도에서 설정한 야간 모드는 야간에만 활성화하는 대신 OS에서 설정한 야간 모드를 따르고 색상이 개선된다.
- 대중 교통 정보: 대중 교통 경로와 시간을 가장 좋아하는 경로로 고정할 수 있다. 앱 내 알림은 버스나 기차에서 내려야 할 때 사용자에게 알려준다. 연결된 Apple Watch에서 전송 정보를 볼 수 있다.
- 보고서 및 리뷰: 사고를 보고하고 리뷰를 작성하고 관심 지점에 사진을 추가할 수 있다.[11]

### 카메라
아이폰 12 이상에서 개선된 파노라마 촬영 모드: 시야가 길어진 파노라마 촬영의 기하학적 왜곡 감소, 카메라를 좌우로 이동할 때 밝기와 대비의 변화로 인해 이미지에서 형성되는 노이즈 및 밴딩 감소, 움직이는 피사체를 캡처할 때조차 흐릿하고 선명한 이미지 wi전경을 가늘게 한다.

### Safari
Safari는 탭 표시줄과 주소 표시줄을 화면 아래쪽으로 이동시키면서 완전히 새롭게 디자인되었다. 이제 탭 그룹이 있으므로 탭을 구성하고 전체 탭 그룹을 공유할 수 있다. Mac용 Safari에서 사용할 수 있는 확장과 동일한 브라우저 확장을 iOS용 Safari에서 처음으로 사용할 수 있게 되었다. 사파리는 HTTP URL을 호환되는 경우 HTTPS로 자동 업그레이드된다. WebM 오디오 코덱이 지원된다.
Safari는 새로운 시작 페이지로 열린다. 시작 시 즐겨찾기, 가장 자주 방문하는 사이트 Siri 제안 등을 포함한 섹션이 포함된 사용자 지정 페이지를 가질 수 있다.
앱 클립 검색 가능: Safari에서 앱 클립의 전체 화면 미리 보기를 표시할 수 있다.
iCloud Private Relay와 개인정보 보호 기능이 더욱 강화되어, 웹사이트가 IP 주소를 읽는 것을 금지할 수 있으며, 허용을 하더라도 새로 추가된 어떤 웹사이트가 몇시 몇분에, 총 몇 번 IP 주소, 인터넷 기록 읽기 등등 개인정보를 읽어들였는지 매우 세세하게 기록되어 이용자가 언제든지 살펴볼 수 있다.

### Siri
이제 Siri는 오프라인으로 작동하여 인터넷 연결이 필요 없는 가장 일반적인 요청에 대한 응답 시간을 단축한다. Siri와 공유: Siri에게 "이봐, Siri야, 이것을 [이름](또는 "이름으로 보내기"와 같은 비슷한 것)와 공유하면 Siri는 화면의 내용을 메시지를 사용하여 해당 사용자에게 공유할 수 있다. 이미지, 웹 페이지, Apple Music 또는 Podcast, Apple News 스토리 및 Maps 위치와 같은 항목은 실제 콘텐츠(또는 해당 콘텐츠에 대한 링크)를 공유한다. Siri가 공유할 수 없는 콘텐츠의 경우 스크린샷만 보낼 수 있다는 경고 메시지가 표시되지만 Siri는 자동으로 해당 스크린샷을 캡처하여 해당 사용자에게 보내는 메시지에 삭제한다.
알림: iOS 15의 알림 알림 업데이트를 통해 Siri는 수신되는 모든 알림을 읽을 수 있으며 사용자가 음성으로 응답할 수 있다. 사용자는 특정 앱에 대해 이 기능을 사용하도록 선택할 수 있다.

## 지원 기기
iOS 14를 지원하는 모든 기기가 iOS 15를 지원한다. 2014년에 출시한 아이폰 6s까지 지원하며, 아이폰 13, 아이폰 13 미니, 아이폰 13 프로, 아이폰 13 프로 맥스는 iOS 15를 기본 탑재하여 출시된다.

### 아이폰
- 아이폰 6s
- 아이폰 6s 플러스
- 아이폰 SE (1세대)
- 아이폰 7
- 아이폰 7 플러스
- 아이폰 8
- 아이폰 8 플러스
- 아이폰 X
- 아이폰 XS
- 아이폰 XS 맥스
- 아이폰 XR
- 아이폰 11
- 아이폰 11 프로
- 아이폰 11 프로 맥스
- 아이폰 SE (2세대)
- 아이폰 12 미니
- 아이폰 12
- 아이폰 12 프로
- 아이폰 12 프로 맥스
- 아이폰 13
- 아이폰 13 미니
- 아이폰 13 프로
- 아이폰 13 프로 맥스

### 아이팟 터치
- 아이팟 터치 (7세대)

## 같이 보기
- IPadOS 15
- MacOS 몬터레이